# International Téléthon Organisation
 (décembre 2011).
Le Organización Internacional de Teletones (ORITEL ) est une association fondée en 1998, après le succès des manifestations du téléthon dans les différents pays d'Amérique latine et les Caraïbes. Il est présidé par l'animateur de télévision chilien Mario Kreutzberger, Don Francisco.
Son but est de coordonner et de promouvoir des plans, programmes et actions pour aider à améliorer les conditions de vie des personnes handicapées, ainsi que l'échange d'expériences, de connaissances et de formation entre les différentes entités.
ORITEL se compose de treize pays, s'élevant à 500 millions d'habitants. Selon l'OMS, 10 % de cette population a un handicap et de ce pourcentage, 7 % ont un handicap d'origine physique.

## Histoire
Produit de la réussite du téléthon au Chili, l'animateur de télévision Don Francisco a promu l'idée d'organiser des événements similaires dans d'autres pays d'Amérique latine. L'expérience chilienne et les intérêts y afférents soumis par d'autres organisations dans les Amériques ont conduit à la création d'ORITEL en 1998.
À la fin Octobre 2005, des représentants du Chili, au Brésil et au Mexique, en tant que membres fondateurs de l'organisation, signé à l'Organisation des États américains (OEA) des statuts constitutifs ORITEL, en commençant une nouvelle ère dans l'histoire de cette organisation. La cérémonie a été comme un « témoin d'honneur », le secrétaire général de cette organisation, M. José Miguel Insulza.
Initialement, le but était d'aider les organisateurs ORITEL téléthons pays en termes d'organisation et le développement des instituts de rééducation. Toutefois, le délai imparti ORITEL coordonner l'échange de connaissances et d'expérience dans le domaine de la réadaptation médicale.

## Répertoire
La présidence du téléthon international ORITEL est occupée - depuis sa création et par accord entre ses fondateurs - par chiliens Mario Kreutzberger, comme une reconnaissance du travail social autour de la réhabilitation des enfants. Pour sa part, les statuts indiquent que ORITEL vice-président et le Secrétariat général de l'organisation sont des charges qui ont une durée de deux ans. (Ce n'est pas vrai en soi, Don Francisco serait maintenant comme un président d'honneur, mais il a son propre conseil d'administration qui est renouvelé tous les deux ans). Veuillez vérifier ce dernier paragraphe car il contredit ce qui suit.
ORITEL Le répertoire actuel est composé des éléments suivants:
- Président : Martín Fariña (Teletón Perú)
- Vice-président : Ximena Casarejos (Teletón Chile)
- Secrétaire général : Andrés Silva Chávez (Fundación Teletón Paraguay)

## Membres
Les pays membres d'ORITEL sont :
| Pays       | Organisation                                   | Année d'établissement |
| ---------- | ---------------------------------------------- | --------------------- |
| Brésil     | Associação de Assistência à Criança Deficiente | 1998                  |
| Colombie   | Teletón Colombia                               | 1980                  |
| Costa Rica | Teletón Costa Rica                             | 1984                  |
| Chili      | Teletón Chile                                  | 1978                  |
| Équateur   | Teletón Ecuador                                | 1991                  |
| Salvador   | Teletón El Salvador                            | 1982                  |
| Guatemala  | Teletón Guatemala                              | 1986                  |
| Honduras   | Teletón Honduras                               | 1987                  |
| Mexique    | Teletón México                                 | 1997                  |
| Nicaragua  | Teletón Nicaragua                              | 2001                  |
| Pérou      | Teletón Perú                                   | 1981                  |
| Panama     | Teletón Panamá                                 | 1981                  |
| Paraguay   | Teletón Paraguay                               | 1982                  |
| Uruguay    | Teletón Uruguay                                | 2003                  |

Remarque: Il est considéré comme l'année où chaque pays a tenu sa première campagne.

### Pays observateurs
| Pays       | Organisation                | Année de fondation |
| ---------- | --------------------------- | ------------------ |
| Argentine  | Teletón Argentina           | 2019               |
| Canada     | Teleton Canadá              | 1981               |
| Espagne    | Teletón España              | 1985               |
| Bolivie    | Telecáncer                  | 2019               |
| Allemagne  | Teleton Deutschland         | 1999               |
| Japon      | 24時間テレビ 愛は地球を救う | 1979               |
| France     | Teletón Francia             | 1987               |
| Italie     | Teletón Italia              | 1990               |
| États-Unis | Teletón USA                 | 1980               |
| Russie     | Tele тонну Россия           | 1991               |

### Anciens membres
| Venezuela | Telecorazón | 2000-2013 |